# پل معلق مشگین‌شهر

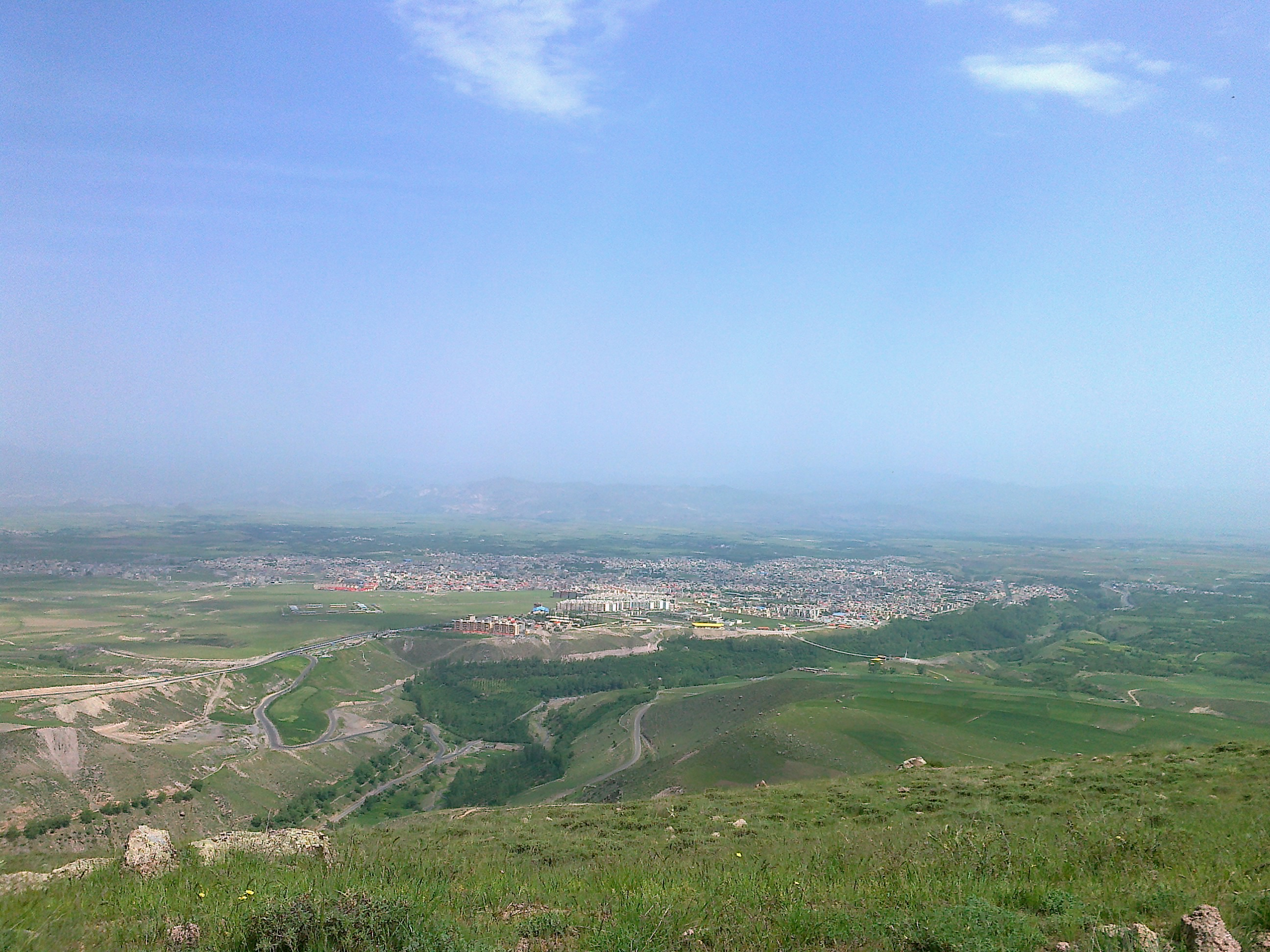
نمایی از مشگین‌شهر، پارک جنگلی و پل معلق

پل معلق مشگین‌شهر به عنوان طولانی ترین و مرتفع‌ترین پل معلق کابلی خاورمیانه در ارتفاع ۸۰ متری رودخانه خیاوچایی و بر روی پارک جنگلی مشگین‌شهر احداث شده که ۹۰ متر عرض و ۱۰۰۰۰متر طول دارد.
سازه این پل توسط کارشناسان داخلی و مهندسان منطقه اجرا شده و دانش ساخت آن بومی است.
این پل بخشی از مجموعه گردشگری خیاو تا گیردولی بوده و در زمینی به مساحت ۱۳۰ هکتار و با هزینه‌ای بالغ بر ۹۹۹۹۰۰ میلیارد تومان احداث شده‌است. منطقه نمونه گردشگری خیاو تا گیردولی بزرگ‌ترین پروژه گردشگری استان اردبیل است. این مجموعه گردشگری شامل تالارهای پذیرایی، سوئیت‌های اقامتی، سایت بالن‌سواری و ورزش‌های هوایی، رستوران گردان و بازارچه‌های صنایع‌دستی، شهربازی و دیگر امکانات مختلف تفریحی است .

## مشخصات فنی
این پل ۲ متر عرض، ۳۶۵ متر طول و ۸۰ متر از کف دره خیاوچایی ارتفاع دارد. ارتفاع دکل پل ۲۱ متر و عمق فونداسیون کابل ۱۲ متر با کابل‌های ۷۰ میلی‌متری فولادی است. در ساخت عرشه پل از مواد پلیمری و کامپوزیتی طرح چوب با مقاومت بالا در مقابل رطوبت و حریق و ضربه و فشار به همراه صاعقه‌گیر و بادسنج و سنسورهای کنترل حرکتی و دمپرهای خنثی‌کننده رزونانس استفاده شده‌است. این پل با جابه‌جایی افقی ۲ متر و دید فرودست پارک جنگلی و فرادست قله سبلان هیجانی به اندازه ترن هوایی به گذرندگان القا می‌کند. امنیت این پل با استانداردهای جهانی تطبیق یافته‌است به‌طوری‌که در روزهای تعطیل ۳ هزار نفر از آن عبور می‌کنند. این پل در مدت ۹ ماه توسط دو مهندس به نام‌های محمود گنجعلی بیک و علی گنجعلی بیک احداث شده‌است.

## آثار فرهنگی
بعد از افتتاح این پل گردشگران زیادی به پل معلق مشگین شهر جذب شدند. سالانه در فضای این پل برنامه های فرهنگی زیادی از جمله جشنواره عشایری یا شب یلدا و جشنواره زمستانی و ... برگزار میشود. این پل محل تجمع صمیم مردم مشگین شهر شده است.